# Горелый (Пензенская область)
 Горелый  —  поселок в Колышлейском районе Пензенской области. Входит в состав Березовского сельсовета.

## География
Находится в южной части Пензенской области на расстоянии приблизительно 7 км на север-северо-восток от районного центра поселка Колышлей на левом берегу Хопра.

## История
Известен с 1926 года как поселок Трескинского сельсовета. В советское время работал колхоз «Мысль Ленина». Численность населения: 133 человека (1926 год), 369 (1959), 176 (1979), 82 (1989), 81 (1996).

## Население
Население составляло 59 человек (русские 100%) в 2002 году, 58 в 2010.